# Elymus fibrosus
Elymus fibrosus là một loài thực vật có hoa trong họ Hòa thảo. Loài này được (Schrenk) Tzvelev mô tả khoa học đầu tiên năm 1970.